# آبشار تنگ تامرادی
آبشار تنگ تامرادی یک آبشار در استان کهگیلویه و بویراحمد است این آبشار در یک تنگه در ۵۰ کیلومتری غرب شهر یاسوج در مسیر جاده سپیدار قرار دارد. جنگ آریوبرزن با اسکندر مقدونی، به احتمال زیاد در همین تنگه اتفاق افتاده است، همچنین نبرد تنگ تامرادی که بین نیروهای ارتش شاهنشاهی ایران و لرهای بویراحمد اتفاق افتاده در همین منطقه بوده است.

## نام
علت نام گذاری این منطقه به دلیل حضوری یکی از طوایف بزرگ ایل بویراحمدی به نام تامرادی هاست.